# ذي صارف (يريم)

تعديل مصدري - تعديل

ذي صارف هي إحدى قرى عزلة عراس بمديرية يريم التابعة لمحافظة إب، بلغ تعداد سكانها 2072 نسمة حسب تعداد اليمن لعام 2004.